# Dvärgcistros
Dvärgcistros (Cistus salviifolius) är en solvändeväxtart som beskrevs av Carl von Linné. Cistus salviifolius ingår i släktet Cistus och familjen solvändeväxter. Inga underarter finns listade i Catalogue of Life.

## Bildgalleri

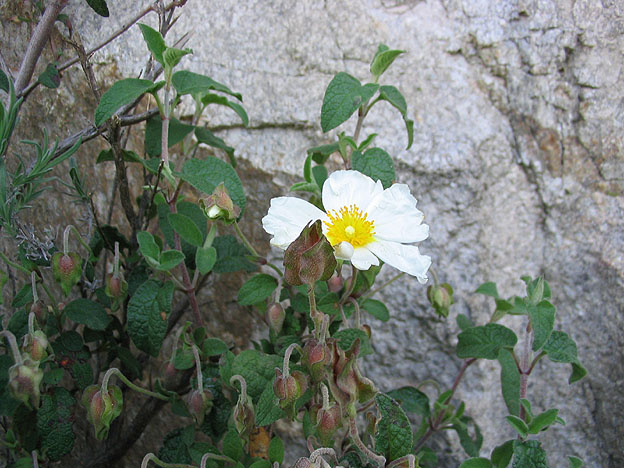
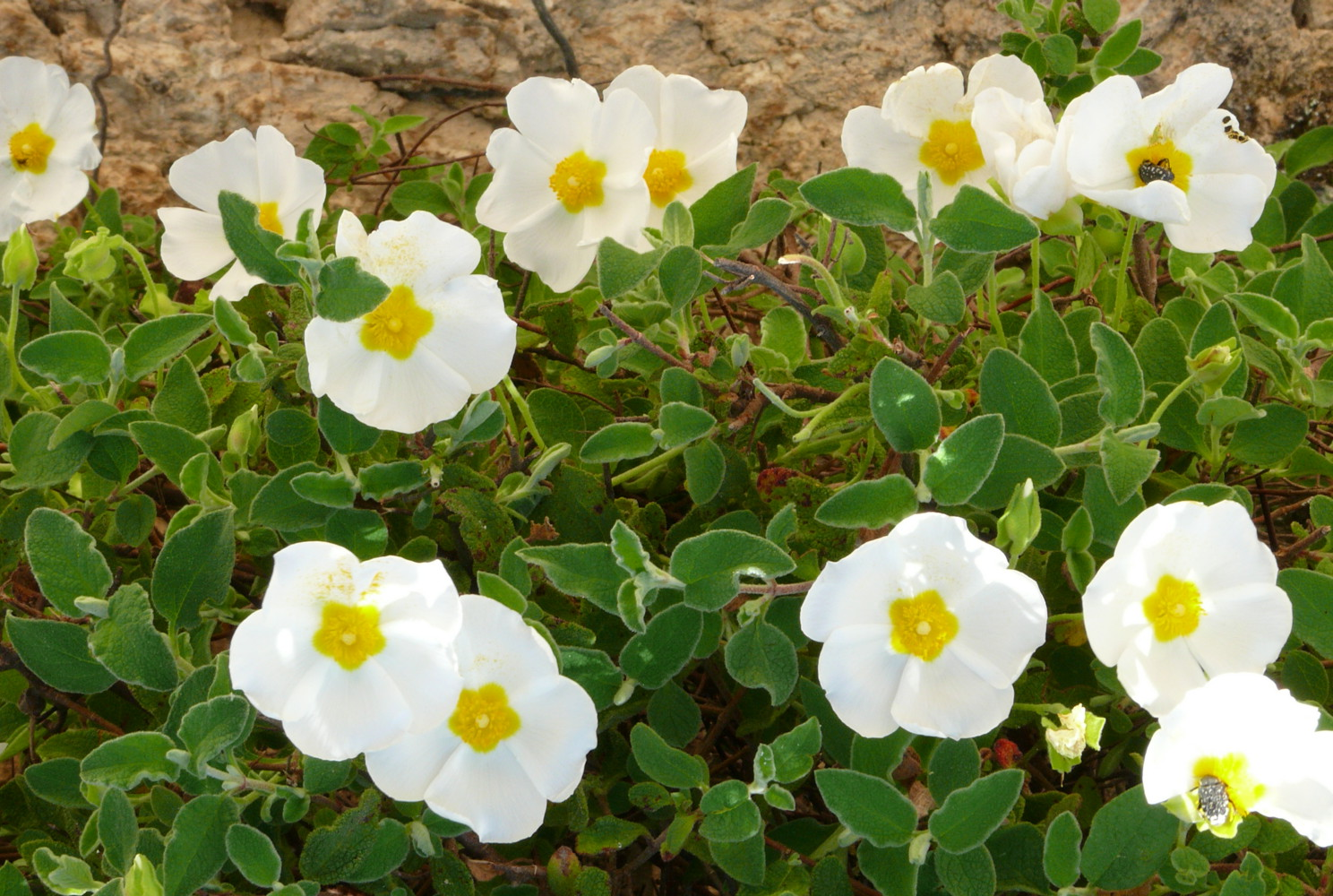
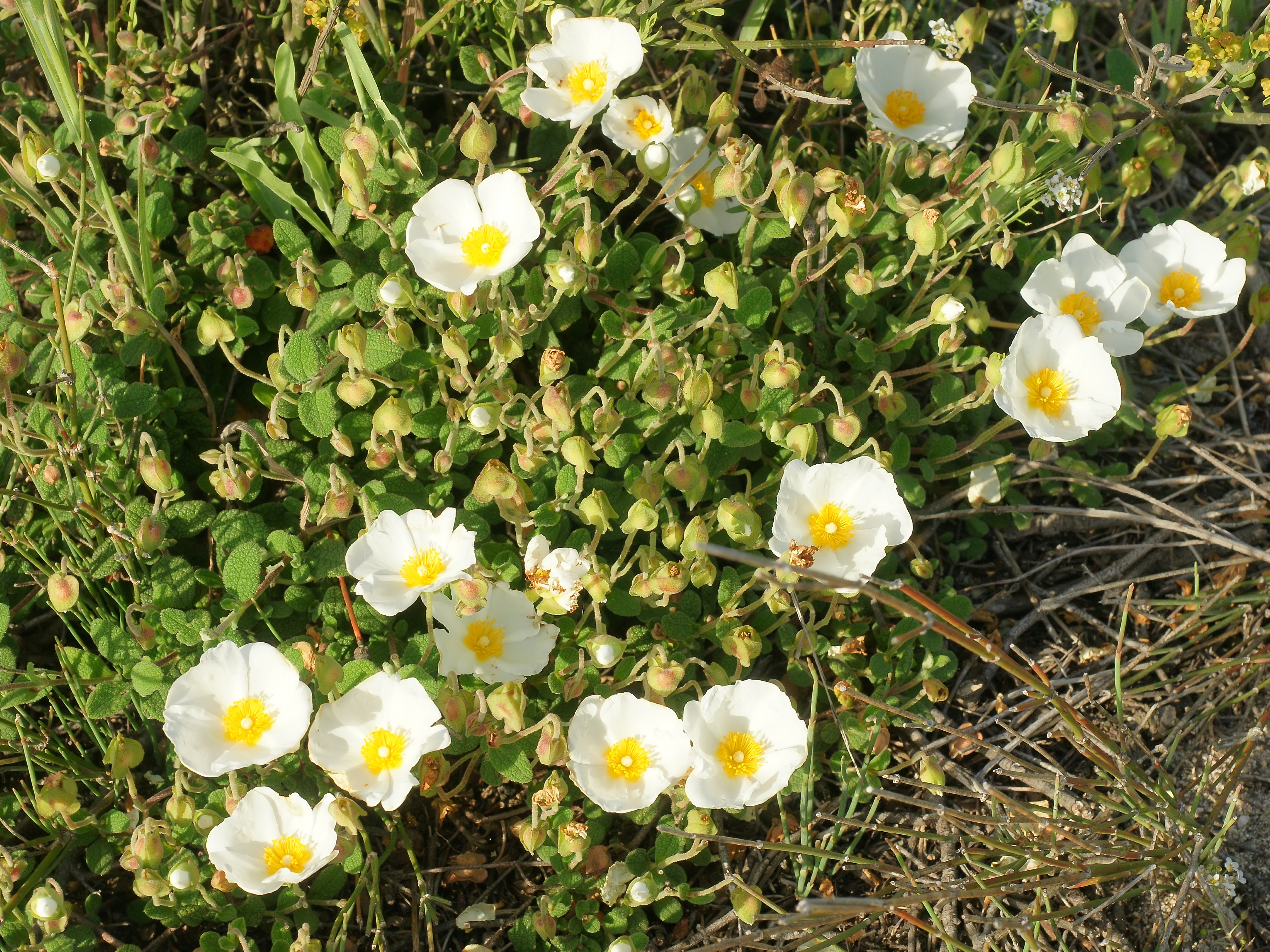
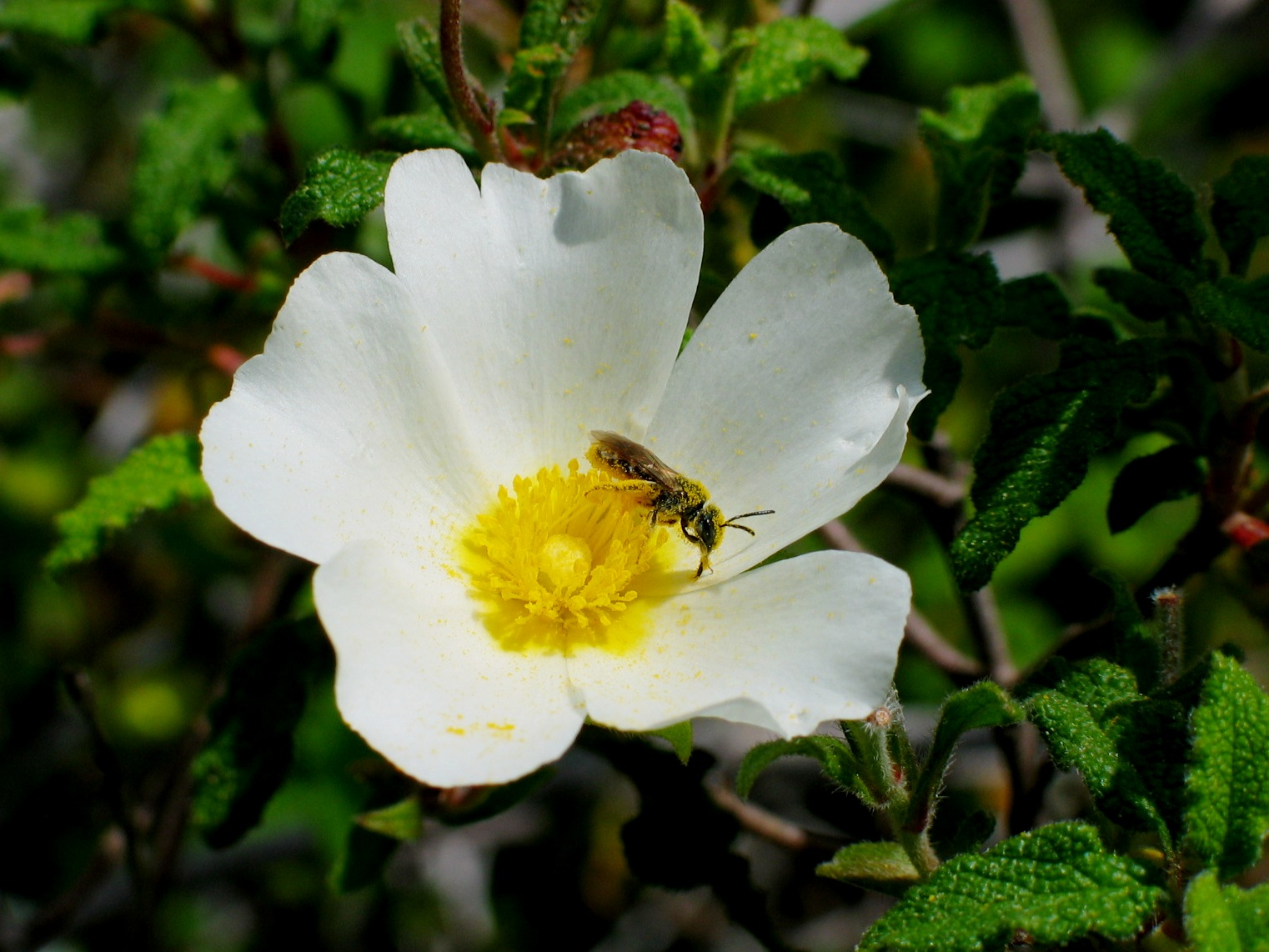
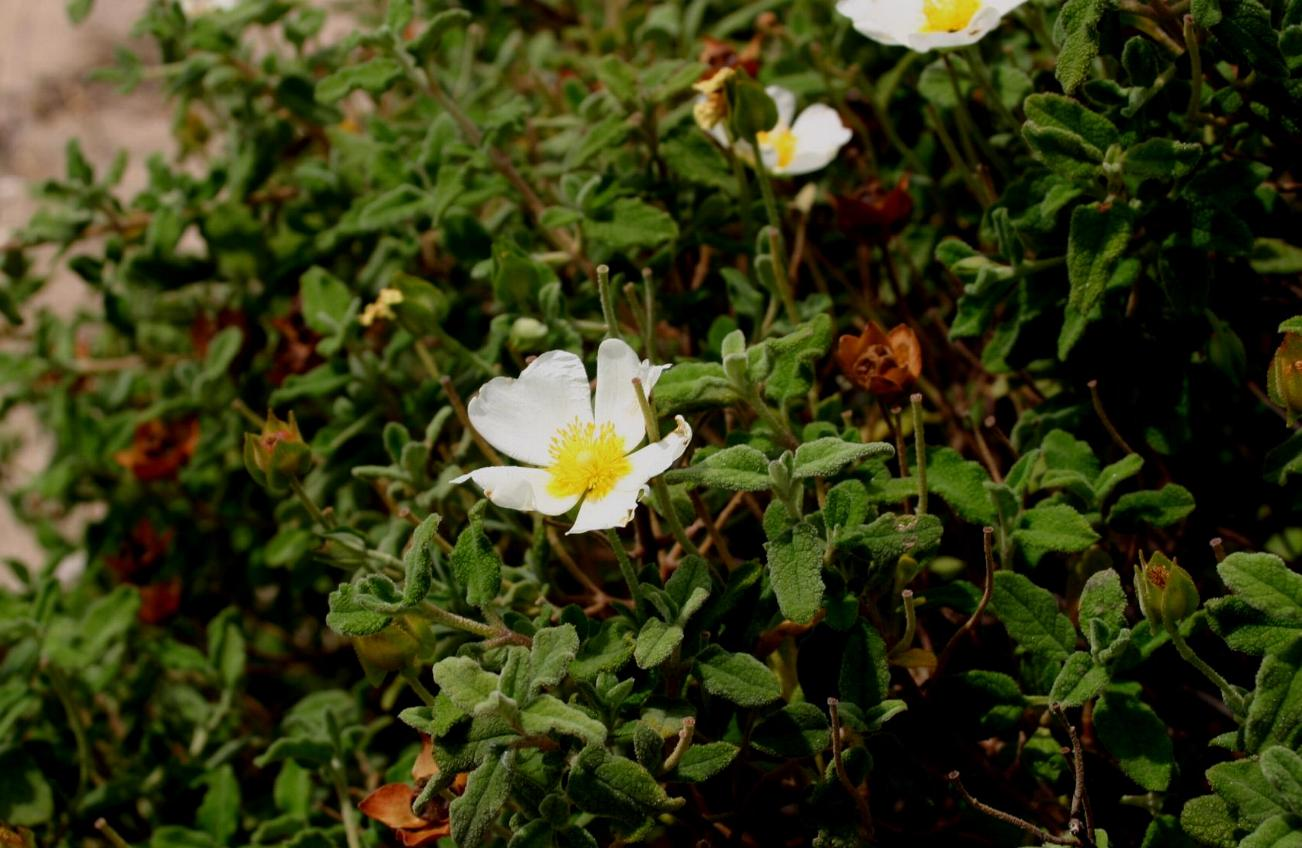
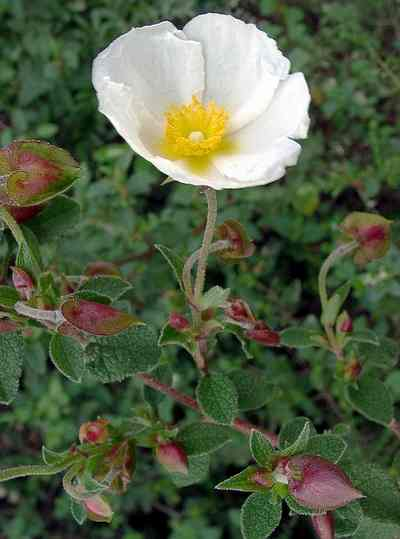